# Daniel Santiago
Daniel Gregg Santiago Lynn (Lubbock, Texas 24 de junio de 1976) es un exjugador de baloncesto puertorriqueño nacido en los Estados Unidos. Su posición en el baloncesto era la de pívot. Mide 2,16 m de altura y pesa 120 kg. Con la selección de baloncesto de Puerto Rico jugó en dos ediciones de los Juegos Olímpicos de Verano y en cinco de la Copa Mundial de Baloncesto.

## Biografía

### Universidad
Santiago asistió al Instituto Militar de Nuevo México de Roswell, Nuevo México, donde jugó con los Broncos en el NJCAA. Luego de un año allí fue reclutado por la Universidad de Nuevo México. Allí se incorporó a los Lobos, por lo que disputó durante dos años el torneo de la Western Athletic Conference de la División I de la NCAA.
Su última experiencia en el baloncesto universitario estadounidense fue su temporada como sénior en los Bearcats, el equipo del Saint Vincent College de Latrobe, Pensilvania, que competía en la División I de la NAIA. El pívot jugó en un gran nivel, siendo reconocido como el mejor jugador de su liga en 1998.

### Profesionalismo
Durante sus años universitarios, Santiago actuó en su país como jugador juvenil en los Vaqueros de Bayamón del Baloncesto Superior Nacional.
En 1998 fue fichado por el Varese de la Lega Basket Serie A de Italia, donde jugaría los siguientes dos años. 
En la temporada 2000-01, Santiago firma un contrato con la franquicia de NBA Phoenix Suns, convirtiéndose así en el quinto puertorriqueño, después de Butch Lee, Piculín Ortiz, Ramón Rivas y Carlos Arroyo en jugar en la NBA. Quedó como agente libre al término de la campaña 2001, desvinculándose así de dicha franquicia. En la temporada 2002-03, vuelve a jugar en Italia, ahora para la Lottomatica Virtus Roma. Al finalizar su estancia en Roma, vuelve a la NBA, esta vez para jugar dos temporadas en la franquicia Milwaukee Bucks, que sería su última estancia hasta ahora en su país de nacimiento, ya que pasaría a jugar en Málaga para Unicaja en la temporada 2005/06.
En esta temporada el Unicaja se proclamó por primera vez en su historia campeón de la liga española, ACB. En la temporada 2006/07 siguió perteneciendo a la disciplina del Unicaja de Málaga, consiguiendo un nuevo hito en la historia del club español, la clasificación para la Final a Cuatro de la Euroliga y consiguiendo ser tercero de dicha competición. En la temporada 2007/2008, continuo en el equipo de Unicaja Málaga para posteriormente en la siguiente temporada 2008/2009, convertirse en campeón de la Liga ACB con el Regal FC Barcelona, ese verano ayudó al equipo de Vaqueros de Bayamon en Puerto Rico a conseguir el título del BSN. En la temporada 2009/2010 firma por el Efes Pilsen de Estambul para jugar la Euroleague Basketball, al terminar dicha competición se marcha al equipo puertorriqueño de los Capitanes de Arecibo para jugar en el BSN de Puerto Rico y conseguir otro título de dicha competición. A finales de octubre de 2010 firma con el Spirou Charleroi belga, marchándose a finales de año para disputar la Liga de las Américas con los Capitanes de Arecibo.
En 2002, Santiago representó a Puerto Rico como miembro del equipo nacional de baloncesto de dicho país en el campeonato del mundo de baloncesto en Indianápolis y también participó en el equipo que en 2004, y durante los Juegos Olímpicos de Atenas, venció por primera vez a un equipo de los Estados Unidos compuesto por jugadores de la NBA. También formó parte de la Selección de Puerto Rico participante en el campeonato del Mundo de 2006 en Japón. Posteriormente consiguió la medalla de plata en el Torneo de las Américas de 2009 disputado en Puerto Rico.
Según el entrenador de la selección argentina de básquet, Julio Lamas, es el mejor centro de la LNB temporada 2012/2013.

## Palmarés
- Campeón de la Liga de Puerto Rico con Los Vaqueros de Bayamón en 1996,2009 y con los Capitanes de Arecibo 2011
- Campeón de la Liga de Italia con el Varese en la temporada 1998-99.
- Subcampeón de la Copa de Italia con el Varese en la temporada 1998-99.
- Campeón del Campeonato de Centroamérica con la selección de Puerto Rico en 2001 y 2003.
- Medalla de Bronce en los Juegos Panamericanos con la selección de Puerto Rico en 1999, 2001 y 2003.
- Medalla de Bronce en el Torneo de las Américas con la selección de Puerto Rico en 2003.
- Campeón de la Liga ACB (liga española) con el Unicaja de Málaga en 2005-2006.
- MVP del mes de marzo en la Euroliga.
- Mejor pívot de la Euroliga en 2006 - 2007.
- MVP de la 7.ª jornada de la Liga Regular de la Euroliga.
- MVP de la 21.ª jornada de la Liga ACB (liga española).
- Campeón Liga ACB 2008-2009 con el FC Barcelona.
- Campeón de la Liga de Puerto Rico con el Bayamón en 2009.
- Medalla de plata en el Torneo de las Ámericas con la selección de Puerto Rico en 2009.
- Campeón de la Liga de Puerto Rico con el Arecibo en 2010.
- Medalla de Oro en Centrobasket 2010.
- Medalla de Oro en Centroamericanos y Del Caribe 2010.
- Medalla de Oro en los Juegos Panamericanos con la selección de Puerto Rico en 2011.
- Medalla de Plata en Torneo de las Américas con la selección de Puerto Rico en 2013.

## Participaciones en competiciones internacionales

### Mundiales
Ha participado en cinco Mundiales de baloncesto, posee el récord de participaciones junto con otros jugadores. Participó en los siguientes mundiales:
- Grecia 1998 11/16
- Estados Unidos 2002 7/16
- Japón 2006 17/24
- Turquía 2010 18/24
- España 2014 19/24

### Juegos olímpicos
- Atlanta 1996 10/12
- Atenas 2004 6/12